# マサヤ・イチ
マサヤ・イチ（MASAYA ICHI、本名：市川 允也〈いちかわ まさや〉 1980年4月19日 - ）は、日本のグラフィックデザイナー、グラフィックアーティスト、AIクリエイター、実業家。
合同会社MONJU市、株式会社アニマリアル（ANIMAREAL）代表取締役。

## 概要
奈良県出身。奈良女子大学附属中等教育学校、京都芸術大学美術工芸学科卒業。
3歳の頃から絵画を学び、小学校に入学する頃は油画を描いていた。
大学では油画を専攻したが、在学中に友人から頼まれてイベントフライヤーをiMacで制作したという体験から、グラフィックデザイナーを志すようになる。
2011年にデザイン会社であるMONJU市を設立し、2014年に株式会社アニマリアルを設立。
Photoshopを中心としたグラフィック技術に長けており、CDジャケットやポスターをはじめとしたグラフィックデザイン以外に、漫画をモチーフにしたグラフィックアートを多数制作。
2023年にグラフィックアーティストの育成を目的としたスクール型のギルド「Graphic Artist Guild」を設立。
現在は画像生成AIを活用したグラフィック制作手法を確立し、高い評価を得る。

## 経歴
多岐にわたる漫画の公式アートを制作し、多くの雑誌表紙を飾る。
「月刊FT」では13か月『FAILY TAIL』のグラビアを連載し、「月刊少年チャンピオン」では6か月に渡り『クローズ』のグラビアを連載した。また、ZOIDS FIELD OF REBELLIONのコンセプトアートを担当し、以来ゾイド関連のビジュアルに携わるようになる。
2014年にはパリで行われたJapan Expoに招聘、2016年にはメルボルンで行われたANIMAGAに招聘、どちらも現地で展覧会を行なった。
日本では2016年に東京ゲームショウにて作品展示を行った。
ももいろクローバーZの15thシングル「Zの誓い」3rdアルバム『AMARANTHUS』のアートワークを手掛け、渋谷パルコ、札幌パルコ、名古屋パルコにてアルバムアートワーク展が開催され好評を博した。
マンガ大賞を受賞した『響〜小説家になる方法〜』の実写映画では、主演を務める平手友梨奈からの指名で映画ポスターのアートワークを担当した
2018年にパイインターナショナルから出版したアートブック『ART OF ANIMAREAL』には兼ねてより交流があったMARVELヒーローの生みの親であるスタン・リーから激励の帯コメントが送られた。
2019年にUUUMとYouTube活動における専属クリエイター契約を交わす。
『クローズ』30周年記念として、劇中に登場するバイクチーム「武装戦線」を題材とした写真集『武装戦線 THE REAL』を秋田書店から出版。スポーツ界からは朝倉未来や稲垣啓太、俳優界からはやべきょうすけや深水元基、板尾創路、音楽界からはTAKUMA（10-FEET）やダイスケはん（マキシマムザホルモン）、AK-69など多くの著名人が撮影に参加した。
2021年まで京都芸術大学と大阪成蹊大学にて講師をつとめる。
2022年から東京ゲームショウの主催者企画の包括的なデザインに携わる。
東京おもちゃショー2023のタカラトミーエリアに多数展示されたグラフィック作品や、『宇宙兄弟』15周年を記念して制作したコラボアートは画像生成AIを巧みに活用し、話題を呼んだ。
2023年にグラフィックアーティストの育成を目的としたスクール型のギルド「Graphic Artist Guild」を設立。
ZOIDSやTRANSFORMERSといった多くのロボット玩具のアートワークが高く評価され、2024年にタカラトミーが展開するハイターゲットブランドであるT-SPARKにブランディングデザイナーとして包括的に携わる。

## 主な作品
- クローズ
  - パルコアンドデンジャラーズ  Tシャツビジュアル[11]
  - クローズ 30周年
    - 月刊チャンピオン 朝倉未来 表紙ビジュアル、付属ポスタービジュアル[12]
    - 月刊チャンピオン 稲垣啓太 表紙ビジュアル、付属ポスタービジュアル[13]
    - 月刊チャンピオン グラビア連載[14]
    - 写真集『武装戦線 THE REAL』[15]
- ゾイド
  - ZOIDS FIELD OF REBELLION
    - ティザービジュアル[16]
    - メインビジュアル
    - コンセプトアート

  - ZOIDS WILD
    - 特別ビジュアル[17]
    - コロコロコミック 付属ポスタービジュアル[18]

  - ZOIDS 40周年
    - 40周年 キービジュアル
    - 40周年 ロゴ
    - ビックリマン コラボビジュアル
    - 北斗の拳 コラボビジュアル[19]
    - 大ZOIDS博 キービジュアル
    - D計画 ティザービジュアル
- ももいろクローバーZ
  - 「『Z』の誓い」 
    - ジャケットアートワーク
    - 広告ビジュアル

  - 『AMARANTHUS』
    - ジャケットアートワーク
    - 広告ビジュアル
    - 展覧会ビジュアル
- 響～小説家になる方法～
  - ビッグコミックスペリオール 表紙ビジュアル[20]
  - 映画『響-HIBIKI-』ポスタービジュアル[21]
- FAIRY TAIL
  - 月刊FT グラビアビジュアル[22]
- トランスフォーマー
  - ルナクルーザープライム ビジュアル
- X-MEN:ダーク・フェニックス
  - 週刊文春シネマ特別号「X-MEN」シリーズ 最強ガイドブック 『X-MEN:ダーク・フェニックス』特集 グラビアビジュアル[23]
- ドラゴンクエスト
  - ドラゴンクエスト ユア・ストーリー  Tシャツビジュアル[24]
- NARUTO -ナルト-
  - 20周年 新宿駅広告ビジュアル
- 銀魂
  - 『劇場版 銀魂 完結篇 万事屋よ永遠なれ』プロモーションビジュアル
  - 『劇場版 銀魂 完結篇 万事屋よ永遠なれ』DVD付属ポストカードビジュアル
- 機動警察パトレイバー
  - パトレイバーEZY キービジュアル[25]
  - 展覧会 広告ビジュアル[26]
- 攻殻機動隊
  - GHOST IN THE SHELL : 2045 AKIHABARA PREMIUM COLLECTION Ultimate Art Series 広告ビジュアル[27]
- 宇宙兄弟
  - 連載15周年記念 アートパネル[28]
  - 月面着陸50周年記念 アートパネル[29]
- るろうに剣心
  - ジャンプSQ 付属ポスタービジュアル[30]
- いぬやしき
  - イブニング 表紙ビジュアル[31]
  - 新宿駅広告ビジュアル[32]
- 鬼灯の冷徹
  - モーニング 表紙ビジュアル[33]
  - 新宿駅広告ビジュアル[34]
- 血の轍
  - ビッグコミックスペリオール 表紙ビジュアル
- GIGANT
  - ビッグコミックスペリオール 表紙ビジュアル[35]
- アニマギア
  - ティザー広告ビジュアル
- グラップラー刃牙
  - 花山薫 アートパネル
  - 花山薫 Tシャツビジュアル
- いくさの子 織田三郎信長伝
  - 展覧会 作品
- テンプリズム
  - ビッグコミックスピリッツ 広告ビジュアル[36]
- 東京ゲームショウ
  - バイラルムービー
  - グッズデザイン
  - フォトブースデザイン
  - 作品展示

## 書籍
- 『アート・オブ・アニマリアル = THE ART of ANIMAREAL : ゲーム・マンガ・アニメを実写化するためのテクニック』（2018年2月、パイインターナショナル、ISBN 9784756249425）
- 『武装戦線THE REAL : クローズ生誕30周年記念写真集』（2020年12月、秋田書店、ISBN 978-4-253-01107-5）